# Data glove i SubRoc - 3D
Abans de la creació de la Realitat Virtual, tal com la coneixem a partir de l'any 2016 (a partir de la creació de les ulleres de RV), va haver un llarg procés de descobriments i invencions per tal d'arribar fins al coneixement actual sobre aquesta.
Des dels inicis de la tecnologia de la Realitat Virtual (RV) a mitjans dels anys vuitanta, s'havien desenvolupat diverses investigacions i aplicacions. La realitat virtual és una simulació en què s'utilitzen gràfics per ordinador per crear un món amb aspecte realista. La tecnologia de la Realitat Virtual es pot aplicar de manera útil a una àmplia gamma de camps, a més, el món sintètic que es creat, és dinàmic i respon a l'entrada de l'usuari (gestos, ordres verbals, etc.). Aquesta característica defineix la realitat virtual com un enfocament d'interactivitat en temps real. Per permetre la interacció home-ordinador, és necessari utilitzar dispositius per introduir l'ordre dels usuaris a l'ordinador i proporcionar algun tipus de retroalimentació. En RV, hi ha diversos dispositius especials per a aquest propòsit: rastrejadors de posicions 3D, interfícies de navegació i manipulació, interfícies gestuals, etc. Particularment, les interfícies de gestos manuals mesuren la posició en temps real dels dits o del canell per tal de permetre el reconeixement natural de gestos basats en la interacció amb el món virtual. Un guant de dades conté bàsicament un conjunt de sensors per determinar la posició de cada dit, així com el palmell de la mà. Principalment, aquests guants difereixen en factors com el tipus, el nombre i la resolució dels sensors emprats i si estan connectats o sense fil. No obstant això, els guants de dades tenen un preu elevat i són distribuïts per empreses especialitzades.
L'any 1982, l'escritor i informàtic nord-americà, Jaron Lanier, junt amb un gran equip d'investigadors de la companyia VPL Research, van desenvolupar el Data Glove i el van treure al mercat, uns guants amb sensor, amb capacitat per reconèixer el moviment i la posició dels dits. Aquell mateix any, la companyia de videojocs SEGA, va presentar el primer videojoc en el mercat amb imatge esteroscópica, el SubRoc-3D, amb unes ulleres i una màquina recreativa.
Per tant, la invenció d'aquest dos elements serien molt importants per la futura creació i prefiguració del que avui coneixem com a Realitat Virtual.

## Data glove
Els "Data Gloves" o guants de dades (també coneguts com a Wired Gloves) són dispositius amb un conjunt de sensors que permeten obtenir informació sobre el moviment de la mà i els seus dits. A la Realitat Virtual, els guants de dades s'utilitzen àmpliament com a dispositius d'entrada per la seva capacitat d'interacció amb l'ordinador per al desenvolupament d'aplicacions. Actualment, hi ha molts dispositius d'aquest tipus oferits per empreses comercials especialitzades, a costos elevats. No obstant això, en els darrers anys s'han trobat disponibles solucions de baix cost per a la construcció i el desenvolupament de programari per a aquests guants de dades. El disseny del guant es presenta com un prototip basat en algoritmes de visió per ordinador per tal de determinar la posició relativa dels dits. En tot cas, un data glove estàndard només requereix materials econòmics i una càmera web senzilla per al seguiment del moviment.
Quant a la composició d'aquest objecte, trobem que a sota de cadascuna de les puntes dels dits hi ha un acceleròmetre, així com en la part posterior de la mà. Quan l'usuari mou la mà, els acceleròmetres detecten l'orientació tridimensional dels dits i el palmell amb relació a la gravetat terrestre. La posició es mesura amb gran precisió de graus, de manera que els programes poden utilitzar aquesta informació per a distingir fins i tot els canvis de posició més lleugers.
Seguidament, els acceleròmetres envien la informació relativa a la posició a través d'uns cables de coure de pes lleuger fins a una placa de circuit imprès, que es col·loca a la part posterior de la mà. Quan l'usuari fa un gest, com ara unir els dits o mantenir el palmell obert cap a fora, la placa transmet les dades a un ordinador a través d'un cable USB connectat sota una petita solapa l'alçada del canell de el guant. L'energia també arriba a partir d'aquest cable, amb el que s'evita haver d'utilitzar una bateria.
El guant, fabricat d'una barreja de niló transpirable que s'estira per ajustar-se a diverses mides de mà, té les puntes dels dits obertes perquè l'usuari pugui teclejar o escriure mentre el porta posat.
Per acabar, a través d'un component opcional, el guant pot fer un seguiment del moviment del braç de l'usuari. La connexió amb el braç consisteix en dues peces de tela elàstica, connectades a través d'un fi microcontrolador, que s'enrotlla per sota de colze i al voltant de bíceps. Un potenciòmetre mesura la flexió de colze, i un acceleròmetre situat a la banda al voltant de bíceps mesura la rotació de el braç. La connexió del braç també calcula la localització del canell amb relació a l'espatlla, identifica on es troba la nina que fa a la resta de el cos, i registra els seus moviments. Aquests mesuraments tan precisos permeten l'usuari analitzar un llançament de pilota o manipular un braç robòtic, per exemple. El sistema de seguiment del braç es connecta sota la mateixa solapa que el cable USB al guant.

## SubRoc - 3D
En aquest sentit, una altra invenció que seria rellevant pel futur coneixement de la Realitat Virtual, seria la creació del videojoc SubRoc - 3D per part de la companyia SEGA, a l'any 1982. El joc en qüestió és un arcade en primera persona i el primer joc comercial que proporciona una imatge estereoscòpica al jugador, mitjançant una pantalla en forma de periscopi que proporciona imatges individuals a cada ull. A més, SubRoc - 3D té so estèreo i també canvia el teló de fons per simular i reflectir el dia, la nit, l'alba i el capvespre. L'efecte estereoscòpic s'aconsegueix amb un ocular especial, un visor amb discos giratoris per alternar imatges esquerra i dreta a l'ull del reproductor des d'un únic monitor. L'ocular té la forma d'un periscopi submarí, perquè es pugui prémer la cara del jugador, i està connectat a un controlador inferior.